# 李来群
李来群（1959年9月—），中国河北省邯郸市人，著名中国象棋棋手、房地产商。
李1977年开始中国象棋专业训练，1982年夺得全国象棋个人赛冠军，是首位夺得全国冠军的黄河以北棋手。其后他又在1984年、1987年和1991年三次夺得全国个人赛冠军。1984年，他还获得了五羊杯冠军。
1996年，李创办河北置业地产公司，身兼董事长和总经理，逐渐淡出棋坛，成为河北省首屈一指的房产大亨。